# Corapipo
Corapipo är ett fågelsläkte i familjen manakiner inom ordningen tättingar. Släktet omfattar tre arter som förekommer från östra Honduras till norra Amazonområdet i Brasilien:
- Kragmanakin (C. altera) – inkluderas av vissa i leucorrhoa
- Vithakad manakin (C. leucorrhoa)
- Vitstrupig manakin (C. gutturalis)